# 두모연대
두모연대(頭毛煙臺)는 대한민국 제주특별자치도 제주시 한경면 두모리에 있는 연대이다. 1996년 7월 18일 제주특별자치도의 기념물 제23-20호로 지정되었다.

## 개요
연대는 횃불과 연기를 이용하여 정치·군사적으로 급한 소식을 전하던 통신수단을 말한다. 봉수대와는 기능면에서 차이가 없으나 연대는 주로 구릉이나 해변지역에 설치되었고, 봉수대는 산 정상에 설치하여 낮에는 연기로 밤에는 횃불을 피워 신호를 보냈다.
두모연대는 두모포구의 동쪽 해안에 자리잡고 있으며, 명월진에 소속되었다. 연대의 윗부분은 1930년경 연대 위에 등대를 설치하면서 많이 파괴되었다.
동쪽으로 대포연대, 남쪽으로 우두연대와 서로 연락을 주고받았으며, 별장 6명과 봉군 12명이 배치되어 한 달 동안 5일씩 6교대로 24시간 동안 해안선을 지켰다고 한다.

## 참고 문헌
- 두모연대 - 국가유산청 국가유산포털